# Albin Köbis
Le voilier allemand Albin Köbis est un ketch aurique de l'association Traditionssegler Albin Köbis e. V.. Il porte le nom du marin allemand Albin Köbis (de).

## Histoire
Le voilier a été construit en chêne en 1948 à Barth dans le chantier naval Gustav Sanitz, et a servi sous le nom de Karl Krull jusqu'aux années 1970 comme bateau de pêche.
De 1985 à 1990, il a été transformé en un ketch de plaisance pour devenir un vrai voilier traditionnel pour une navigation à l'ancienne. Il participe régulièrement à la Hanse Sail et à la Rum-Regatta (de).